# Viltcha (oblast de Kharkiv)
Viltcha (ukrainien : Вільча) est une commune urbaine de l'oblast de Kharkiv, en Ukraine. Elle compte 1 663 habitants en 2021.

## Géographie
La commune se trouve à 8 kilomètres à l'est du Donets, dans le bassin hydrographique du fleuve Don ; elle se trouve à 58 kilomètres au nord-est de la ville de Kharkiv.